# Rõsna
Rõsna (ook Rõsna-Vanaküla, Suurõ-Rõsna, Suure-Rõsna, Suur-Rõsna, Rosna-Suure, Suure-Trostna, Trostno-Bolšoi, Tõstna of Rõstna genoemd, Russisch: Рысна, Rysna) is een plaats in Estland. Ze ligt in de gemeente Setomaa, provincie Võrumaa, en telt 56 inwoners (2021), De plaats heeft de status van dorp (Estisch: küla).
Tot in 2017 behoorde het dorp tot de gemeente Mikitamäe in de provincie Põlvamaa. In dat jaar werd Mikitamäe bij de gemeente Setomaa gevoegd en verhuisde ze meteen ook naar de provincie Võrumaa.

## Ligging
Het noordelijk deel van Rõsna ligt aan de noordwestkust van het Meer van Pskov, het zuidelijk deel aan de Baai van Värska, een uitloper van het meer. Ten westen van het dorp ligt Mikitamäe, vroeger de hoofdplaats van de gelijknamige gemeente.
Op het plaatselijke kerkhof, dat niet meer in gebruik is, staat een tsässon, een oosters-orthodoxe kapel. Het eenvoudige houten bouwwerk dateert uit ca. 1800 en is in de 20e eeuw diverse malen verbouwd.

## Geschiedenis
In Rõsna zijn de resten van tien begraafplaatsen uit de periode 500-1000 gevonden.
Rõsna werd vermoedelijk voor het eerst genoemd in 1563 onder de naam Захино Троснѣ Болшомъ (Zachino Trosne Bolsjom). In 1585 was de naam Исадъ Тросно Болшое (Isad Trosno Bolsjoje) in gebruik. Tot in de jaren twintig van de 20e eeuw bleef die naam in diverse varianten terugkomen. Het dorp lag in de 19e eeuw in een nulk, een regio waar de taal Seto werd gesproken, de nulk Poloda. Poloda lag in de gemeente Lobotka met Lobotka als hoofdplaats. Het gebied kwam pas in 1919, tijdens de Estische Onafhankelijkheidsoorlog, onder Estland; daarvoor viel het onder het Russische Gouvernement Pskov. Vanaf 1922 viel Rõsna onder de Estische gemeente Mikitamäe. In 1922 heette het dorp Rosna-Suure of Trostno-Bolšoi, in 1923 Suur-Rõsna (‘Groot-Rõsna’) en in 1970 Rõsna-Vanaküla. Aan de overkant van de Baai van Värska ligt Väike-Rõsna (‘Klein-Rõsna’).
In 1977 werden de buurdorpen Rõsna-Palo (ook Krundikülä genoemd) en Rõsna-Saarõ (ook Haibakülä genoemd) bij Rõsna gevoegd.